# Сосновка (приток Саврушки)
Сосновка — река в России, левый приток Саврушки, протекает по территории Похвистневского района Самарской области. Длина — 15 километров, площадь водосборного бассейна — 60 км².

## Описание
Сосновка начинается на Кинельских ярах Бугульминско-Белебеевской возвышенности между селами Малое Ишуткино и Новое Мансуркино, на высоте примерно 210 м над уровнем моря. Генеральным направлением течения реки является юг. В устье разливается в пруд, устроенный на Саврушке в урочище Подбельщина на высоте около 100 м над уровнем моря.

## Данные водного реестра
По данным государственного водного реестра России, Сосновка относится к Нижневолжскому бассейновому округу. Водохозяйственный участок — Большой Кинель от истока и до устья, без реки Кутулук от истока до Кутулукского гидроузла. Речной бассейн — Волга от верхнего Куйбышевского водохранилища до впадения в Каспий.
Код водного объекта в государственном водном реестре — 11010000812112100008234.